# Hydrophis vorisi
Espèce
Statut de conservation UICN

 DD  : Données insuffisantes
Hydrophis vorisi est une espèce de serpents de la famille des Elapidae.

## Répartition
Cette espèce marine se rencontre dans les eaux du détroit de Torrès entre la Papouasie-Nouvelle-Guinée et le Queensland en Australie.

## Étymologie
Cette espèce est nommée en l'honneur de Harold Knight Voris (1940–).

## Publication originale
- Kharin, 1984 : Sea snakes of the genus Hydrophis sensu lato (Serpentes, Hydrophiidae) on taxonomic status of the New Guinea H. obscurus. Zoologicheskii Zhurnal, vol. 63, n. 4, p. 630-632.